# Щетинкохвості
Щетинкохвості (лат. Zygentoma, застаріла назва Thysanura) — ряд первиннобезкрилих комах. Тіло (довжина 10 — 20 мм) веретеноподібне, вкрите блискучими лусочками. Живуть у ґрунті, під камінням, деякі в людських оселях. У ряді — 2 родини з бл. 650 видами, в тому числі в Україні — 9 видів. Деякі з них ушкоджують борошно, хліб, цукор, крупи тощо (лусочниця цукрова або звичайна (лат. Lepisma saccharina), термобія хатня (лат. Thermobia domestica) й ін.
Зберегли ряд примітивних рис. Серед них: наявність на задній частині тіла трьох щетинок — церків, рудиментарних кінцівок на кожному сугменті тулуба, наявність окрім фасеткових, простих очей. Представників цього ряду вважають перехідною формою між багатоніжками та крилатими комахами.